# Wernigeröder Blindenwanderweg

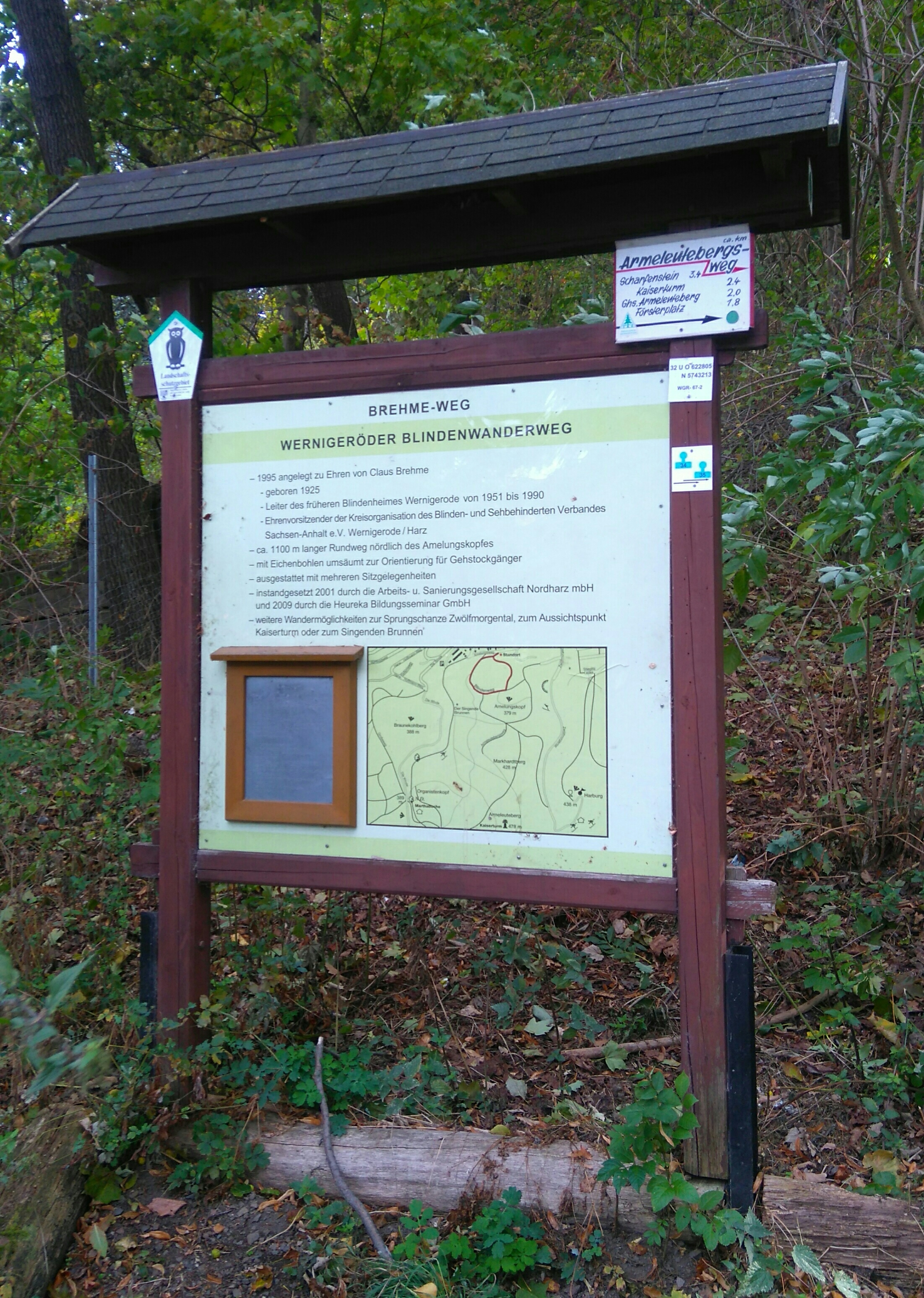
Informationstafel mit Tafel in Brailleschrift am Beginn des Wernigeröder Blindenwanderweges (2018)

Der Wernigeröder Blindenwanderweg oder (Claus-)Brehme-Weg ist ein etwa 1,1 Kilometer langer Wanderweg am Stadtrand von Wernigerode im Landkreis Harz in Sachsen-Anhalt. Er ist als Rundweg angelegt und vor allem für blinde und sehbehinderte Menschen geeignet.

## Geographische Lage
Der Blindenwanderweg befindet sich meist im Mischwald in der Nähe des Amelungskopfes im Harz südwestlich des Stadtzentrums von Wernigerode. Start und Ziel ist der Aufgang gegenüber der Aura-Pension Brockenblick (früheres Blindenheim) am Amelungsweg 8 in Wernigerode. Diese Pension gehört zum Blindenförderungswerk Sachsen-Anhalt.
Gleichzeitig beginnen am Wernigeröder Blindenwanderweg und den dort befindlichen Parkmöglichkeiten auch der Armeleutebergsweg, von dem sich der Organistenweg abzweigt. Beide Wege verlaufen auf einem Teilstück des Wernigeröder Blindenwanderweges und führen zum Armeleuteberg (mit dem Kaiserturm) und weiter zum Försterplatz an der alten Salzstraße, die als historische Verkehrsverbindung von Wernigerode durch das Salzbergtal und die Winde in Richtung Drei Annen Hohne führt.
Vom Wernigeröder Blindenwanderweg sind auch die beiden Stempelstellen 34 – Scharfenstein (⊙)
und 35 – Gasthaus Armeleuteberg (⊙) der Harzer Wandernadel zu erreichen.

## Geschichte

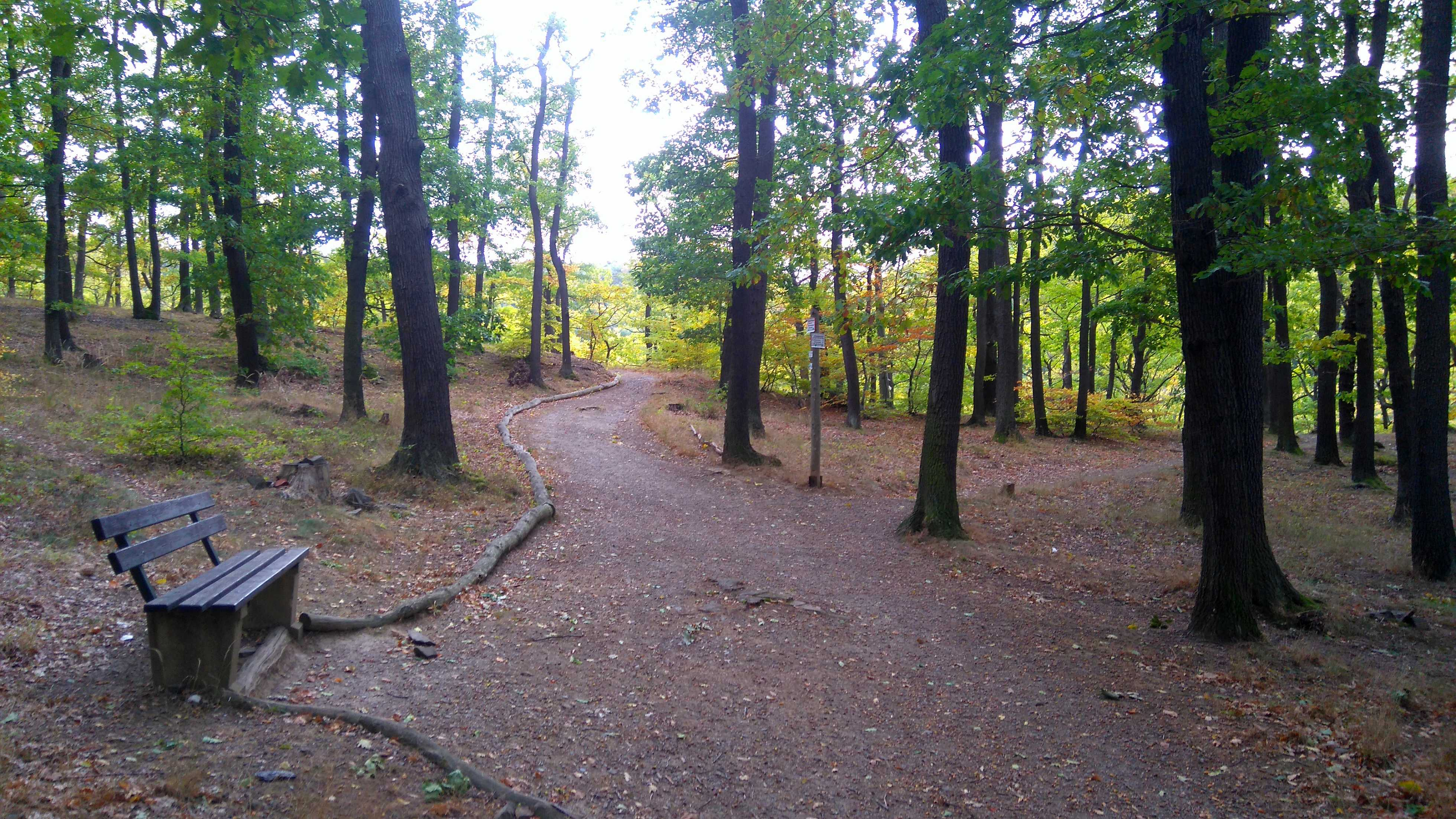
Blick zum Abzweig des Organistenwegs (rechts) vom Wernigeröder Blindenwanderweg, der auf diesem Teilstück identisch ist mit dem Armeleutebergsweg (2018)

Der Wernigeröder Blindenwanderweg wurde im Jahre 1995 angelegt. Er ist gesäumt mit zahlreichen Eichenholzbohlen am Rand, so dass blinde Personen oder Menschen mit Sehbehinderungen mit Hilfe eines Blindenlang- oder Gehstockes diesen relativ breiten Wanderweg, der von störenden Wurzeln o. ä. befreit wurde und größtenteils geebnet ist, benutzen können. Am Blindenweg wurden mehrere Informationstafeln in Brailleschrift und einige Sitzbänke aufgestellt.
Der Weg wurde nach dem langjährigen Leiter des Wernigeröder Blindenheimes, Claus Brehme, benannt. Brehme (* 1925) hatte die Heimleitung von 1951 bis 1990 inne. Danach war Brehme Ehrenvorsitzender der Kreisorganisation Wernigerode des Blinden- und Sehbehindertenverbandes Sachsen-Anhalt.
Aufgrund von Witterungs- und Vandalismusschäden waren in den Jahren 2001 und 2009 Instandsetzungsarbeiten am Weg erforderlich.